# Superbus
Superbus er et nederlandsk busprojekt anført af fysiker og tidligere astronaut Wubbo Ockels ved Technische Universiteit Delft. Projektet forsøger at fremstille højhastighedsbusser (150-250 km/t) Projektet påbegyndtes i 2004.